# East Aurora
East Aurora ist eine amerikanische Ortschaft mit 6236 Einwohnern im Erie County südöstlich von Buffalo im Bundesstaat New York. 

## Geschichte
East Aurora wurde 1804 gegründet. Der spätere 13. Präsident der Vereinigten Staaten, Millard Fillmore, lebte dort mit seiner Frau Abigail von 1826 bis 1830. Sein ehemaliges Wohnhaus, welches er dort als Anwalt am Beginn seiner politischen Karriere baute, wird jetzt von der Aurora Historical Society verwaltet. Das Haus wurde im Stil der damaligen Zeit restauriert und zeigt Mobiliar und andere Gegenstände aus Fillmore’s Präsidentenära.
Bedeutend ist der Ort ebenso durch Elbert Hubbard, den Schriftsteller und Begründer der Roycroft Bewegung, welcher dort 1895 die Roycroft-Gesellschaft gründete. Künstler und Handwerker, die als Roycrofters bekannt wurden, siedelten sich dort an und hatten weitreichenden Einfluss auf die Entwicklung von amerikanischer Architektur und Design im frühen 20. Jahrhundert.

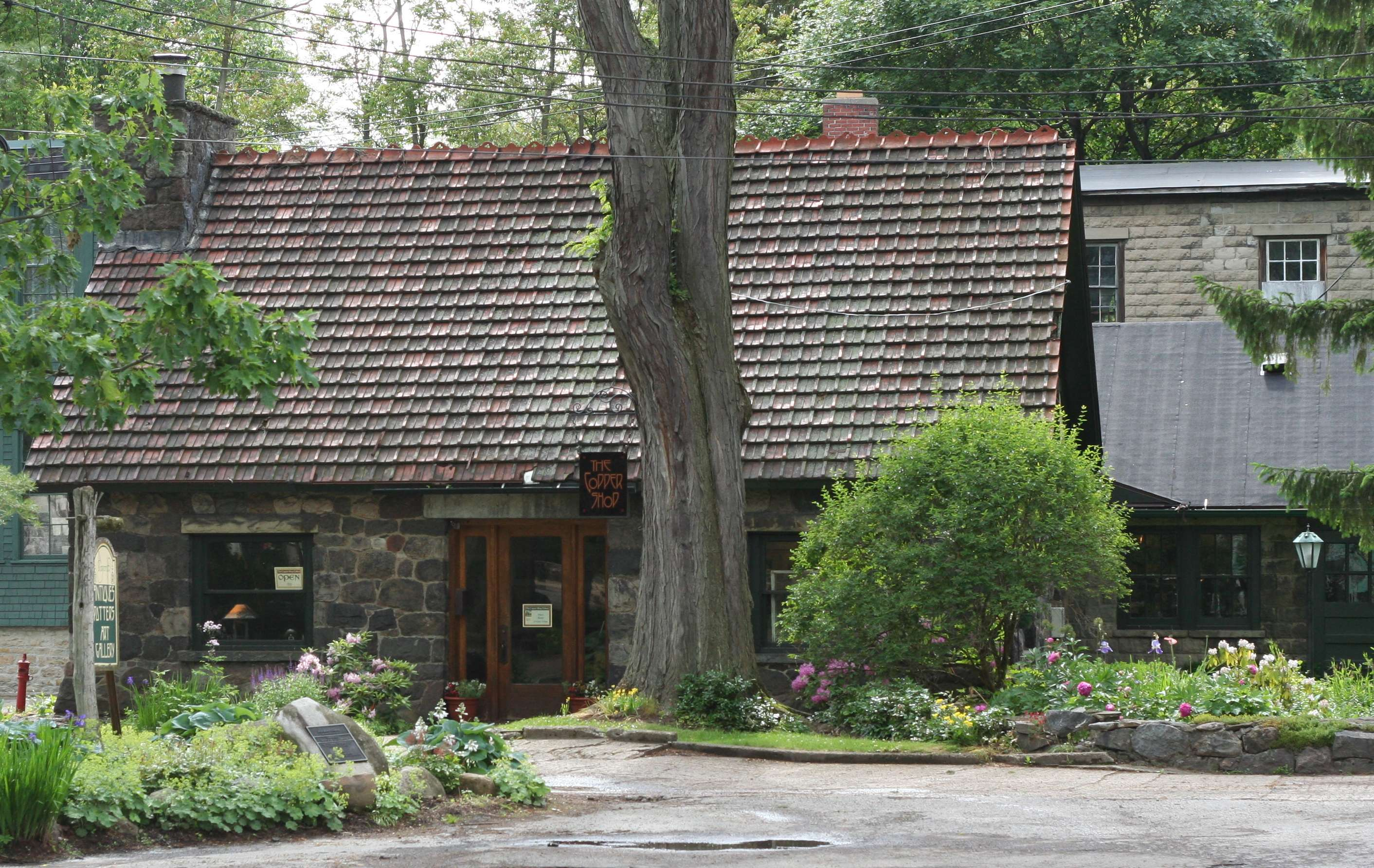
"The Copper Shop", eines der ersten Gebäude auf dem Roycroft Campus

Der Roycroft Campus wurde im November 1974 als Historic District ins National Register of Historic Places aufgenommen. Die Gastwirtschaft des Roycraft Campus erhielt im Februar 1986 den Status einer National Historic Landmark und wurde Juni 1995 wiedereröffnet. Sie kann für öffentliche und private Anlässe genutzt werden. Das Elbert Hubbard Museum in der Oakwood Avenue zeigt eine reichhaltige Sammlung von Buchkunst und anderen Erzeugnissen aus den Roycroft Werkstätten.

## Gegenwart
East Aurora ist u. a. der Sitz des amerikanischen Spielwarenherstellers Fisher-Price. Das Unternehmen wurde 1930 von Herman Fisher, Irving Price und Helen Schelle gegründet. Auf dem Gelände befand sich bis 2010 ein Spielzeugmuseum mit Ausstellungsstücken aus der Zeit von 1900 bis zur Gegenwart. Ein Fabrikverkauf ist dort weiterhin vorhanden. 
1995 und 1999 gehörte East Aurora zu den ersten Gemeinden, die sich erfolgreich gegen die Ansiedlung eines Wal-Mart-Kaufhauses wehrten. Dabei spielte auch der Erhalt des historischen Stadtbildes eine Rolle.

## Sehenswürdigkeiten
Ein Gang durch die geschäftige Hauptstraße zeigt ein historisches Panorama mit Fachgeschäften, Restaurants, Kirchen, öffentlichen Gebäuden und gepflegten Wohnhäusern. Neben den ortsansässigen Gewerben findet sich das traditionelle Billigwarenhaus Vidler's 5&10 (1930), ein Eissalon und ein klassisches Odeon-Kino mit 650 Sitzplätzen.